# Celiptera aurinia
Celiptera aurinia är en fjärilsart som beskrevs av Charles Andreas Geyer 1832. Celiptera aurinia ingår i släktet Celiptera och familjen nattflyn. Inga underarter finns listade i Catalogue of Life.